# Ángel Mentasti
Ángel Mentasti, cuyo nombre de nacimiento era Angelo Battista Mentasti, fue un empresario cinematográfico que nació el 24 de mayo de 1877 en la localidad de Varese, cercana a la ciudad de Milán, Italia, y que murió el 24 de junio de 1937 en Buenos Aires, Argentina, país donde había desarrollado su actividad empresarial.

## Primeros años
Creció en su pueblo natal junto a sus padres Angelo Giuseppe Mentasti y Virginia De Carli, que eran campesinos, y el 11 de agosto de 1898 se casó con Virginia Forzinetti, una muchacha de su mismo pueblo y con quien después viajó a Argentina como otros miles de italianos buscando nuevas oportunidades. 
En Argentina trabajó en varias actividades y en distintas ciudades, vivió en Santa Fe, Buenos Aires y Bahía Blanca, lugar este último donde por un lapso prolongado tuvo una empresa de mudanzas. También fue propietario de una pensión, organizador de giras de una compañía teatral y, una vez Instalado en los alrededores de Buenos Aires vendedor de vino de una importante bodega para lo cual viajaba por el interior de la provincia de Buenos Aires.

## Su vinculación con el negocio cinematográfico
Por iniciativa de un paisano suyo, Pascual Massino, que era gerente de la distribuidora cinematográfica New York Film, Mentasti comenzó a aprovechar sus viajes para comercializar las películas de esa empresa. Tuvo éxito e ingresó a trabajar como gerente en una alquiladora de filmes, más adelante fue socio de la empresa Germania Films hasta el 1° de julio de 1929 y empleado de la Empresa Cinematográfica Film Reich de los hermanos Desiderio y Francisco Reich hasta el 16 de marzo de 1932.

## Encuentro con Moglia Barth
Luis José Moglia Barth había trabajado en la empresa Cinematografía Valle como ayudante del dibujante Quirino Cristiani y una de las tareas era la de sustituir en todas las películas mudas los textos explicativos que no estuvieran en castellano por otros en este idioma e, incluso, practicar un trabajo de corte y montaje cuando eran demasiado largas para el gusto argentino.  Moglia Barth adquirió tal destreza que trabajaba para varios distribuidores y la "adaptación" abarcaba más tareas: se cortaban metros de película, se cambiaba el orden de las escenas, en las leyendas se modificaba el lenguaje, se utilizaban modismos locales e incluso se cambiaban los textos de los parlamentos atribuidos a los actores que se veían en pantalla por lo que en ocasiones las mismas escenas pasaban a tener un sentido diferente e incluso quienes estaban en la escena podían llegar a convertirse en otros personajes y el amante quedaba transformado en hermano o el ladrón en vecino. Cuando los cortes impedían el encadenamiento de ciertas escenas se utilizó el recurso de agregar otras filmadas ex profeso (una mano golpeando una puerta, unas piernas bajando la escalera).
Con ese entrenamiento Moglia Barth filmó dos películas mudas: Puños, chárleston y besos (1927)  con el boxeador Kid Charol y El 90 (1928) con un equipo de aficionados, el corto Consejo de tango,  un corto con la cancionista Amanda Ledesma de apenas dos rollos. 
En ese momento Moglia Barth llevaba trabajando diez años con Mentasti, a quien consideraba su amigo y protector, primero en Films Reich, luego en Pathé y finamente en Cosmos donde Mentasti era gerente de distribución y Moglia Barth jefe de publicidad además de su trabajo de adaptación y montaje. 
Con su última película y un libreto expuso su proyecto a Mentasti. Su idea inicial era conseguir un financista para realizar el filme pero luego lo transformó en un proyecto más ambicioso: constituir una empresa que filmara totalmente una primera película pero que no la comercializara hasta que estuviera comenzada la segunda y anunciada una tercera. Su razonamiento es que al presentarse en esas condiciones ante los exhibidores mostraba que no estaban desesperados por vender -como usualmente ocurría con quienes invertían en películas en forma aislada u ocasional- y porque además era una forma de distribuir los riesgos de modo que si alguna fracasaba otras compensarían las pérdidas.

## Nace Argentina Sono Film
Mentasti apreció la conveniencia de unir su capacidad de negociar en ese medio, con el conocimiento de Moglia sobre cómo hacer películas, por lo que junto a Julián Ramos que era abogado y Roberto Favre, un exdirector de Pathé que aportaban capital además de  Mentasti, formó la nueva empresa que se llamaría Argentina Sono Film.  
La primera película "¡Tango!" con dirección, guion y producción de Moglia Barth, reconocida como el primer largometraje sonoro (sin discos) producido en el país. El filme fue:

"una cabalgata musical en la que los intérpretes más populares de la música ciudadana mostraron sus condiciones para la canción, algunos también para la actuación. El argumento era ínfimo: hablaba de un cantor desesperado porque su noviecita del barrio se había ido con un galán maduro. Él supone que se fueron a París y hacia allá viaja, sin imaginar que la chica lo esperaba con paciencia en la piecita del conventillo. A la vuelta, el cantor ya había quebrado varios corazones que, de pena no más, deshojaban tangos por aquí y por allá."

Para la película contrataron a Libertad Lamarque, al cantor Alberto Gómez,  Pepe Arias, Tita Merello, Alicia Vignoli, Luis Sandrini, Meneca Tailhade, Juan Sarcione, Azucena Maizani, Mercedes Simone, al bailarín José Osvaldo Bianquet, "El Cachafaz" y a las orquestas de Osvaldo Fresedo, Juan de Dios Filiberto,  Pedro Maffia, Edgardo Donato, Ponzio-Bazán y Juan D´Arienzo.  
Tango fue un rotundo éxito comercial.  Por muchos años el tango sería la fórmula mágica que abría todas las puertas, incluso fuera del país. Tal como se había planeado al exhibirse ¡Tango! ya se había comenzado a rodar Dancing, basada en la obra teatral del mismo nombre de Alejandro Berrutti, en la cual debutó en cine Tito Lusiardo. Abundante en foxtrots y tangos pero con historias que transcurren en un lugar de baile sin nexo orgánico, fue estrenada el 9 de noviembre de 1933, cuando ya se había comenzado a filmar Riachuelo.
El magro resultado económico que tuvo Dancing hizo que los socios capitalistas se alejaran, por lo que a Mentasti le faltaba dinero para terminar el rodaje de Riachuelo,  que tuvo en sus papeles protagónicos a Luis Sandrini, Maruja Pibernat y Alfredo Camina y contó con la música original de Edgardo Donato y Máximo Orsi.  Mentasti pidió préstamos a amigos y cuando finalmente necesitaba $ 5.000.- para finalizar los obtuvo vendiendo los derechos de exhibición de la película en el barrio de La Boca. Riachuelo no sólo tuvo buena crítica sino también éxito económico ya que habiendo costado menos de ochenta mil pesos produjo solamente en el primer año un millón de pesos para la productora.

## Últimos años
Don Ángel o “el viejo Mentasti”, como le decían, llamó a colaborar a la empresa a sus hijos Atilio José y Ángel Luis en la época de filmación de Riachuelo pero mantuvo siempre el control de la misma y se negó a convertirla en sociedad anónima. En noviembre de 1936 anunció que en un año se retiraría de la empresa pero  contrajo difteria y a consecuencia de ella falleció el 24 de junio de 1937 en Buenos Aires, Argentina. Carmelo Santiago, que fue jefe de publicidad de Argentina Sono Film en los primeros años, dijo de Mentasti que era “enérgico, dinámico, impulsivo y generoso”.